# Harry Turtledove
Harry Norman Turtledove (n. 14 iunie 1949, Los Angeles) este un scriitor american de romane științifico-fantastice, ucronice și de fantezie.
În 1995 a câștigat premiul Hugo pentru cea mai bună nuvelă pentru "Down in the Bottomlands". "Must and Shall" a fost nominalizată în 1996 la premiul Hugo pentru cea mai bună nuveletă.

## Biografie
S-a născut în 1949 într-o familie de evrei. Bunicii din partea tatălui sunt imigranți români care au locuit inițial în Winnipeg, Canada. Harry Turtledove a copilărit în Gardena, California. În 1977, Harry a obținut un doctorat în istorie bizantină la Universitatea din California (UCLA).
Harry Turtledove a devenit notabil datorită succesului seriei de romane de fantezie Videssos care au loc într-un Imperiu Bizantin ucronic.

## Lucrări

### Ca Eric Iverson

#### Elabon
- Wereblood (1979)
- Werenight (1979)
- Prince of the North (1994) (ca Harry Turtledove)
- King of the North (1996) (ca Harry Turtledove)
- Fox and Empire (1998) (ca Harry Turtledove)
  - Wisdom of the Fox (1999, ca Harry Turtledove)
  - Tale of the Fox (2000, ca Harry Turtledove)

### Ca H .N. Turteltaub
- Justinian (1998)

#### Hellenic Traders
- Over the Wine Dark Sea (2001)
- The Gryphon's Skull (2002)
- The Sacred Land (2003)
- Owls to Athens (2004)

### Ca Harry Turtledove

#### SeriaVidessos
- Ciclul Videssos: Una din legiunile lui Iulius Cezar ajunge în altă lume prin intermediul magiei.
  - The Misplaced Legion (1987)
  - An Emperor for the Legion (1987)
  - The Legion of Videssos (1987)
  - The Swords of the Legion (1987)
- Seria Tale of Krispos
  - Krispos Rising (1991)
  - Krispos of Videssos (1991)
  - Krispos the Emperor (1994)
- Seria Time of Troubles
  - The Stolen Throne (1995)
  - Hammer and Anvil (1996)
  - The Thousand Cities (1997)
  - Videssos Besieged (1998)
- The Bridge of the Separator (2005)

#### SeriaWorldwar/Colonization
- Worldwar: In the Balance, 1994
- Worldwar: Tilting the Balance, 1995
- Worldwar: Upsetting the Balance, 1996
- Worldwar: Striking the Balance, 1996

- Colonization: Second Contact, 1999
- Colonization: Down to Earth, 2000
- Colonization: Aftershocks, 2001
- Homeward Bound, 2004

#### SeriaSouthern Victory
- How Few Remain, 1997
- American Front, 1998
- Walk in Hell, 1999
- Breakthroughs, 2000

- Blood and Iron, 2001
- The Center Cannot Hold, 2002
- The Victorious Opposition, 2003

- Return Engagement, 2004
- Drive to the East, 2005
- The Grapple, 2006
- In at the Death, 2007

#### SeriaWar Between the Provinces
Serie fantastică care se bazează în mare măsură pe războiul civil american, dar în care apare magie, iar rolurile nordului și sudului au fost inversate, iar sclavii sunt descriși ca robi cu păr blond.
- Sentry Peak (2000)
- Marching Through Peachtree (2001)
- Advance and Retreat (2002)

#### SeriaCrosstime Traffic
Serie de cărți pentru tineri adulți în care premisa centrală este cea a unui Pământ care a descoperit accesul la universuri alternative, unde istoria a continuat diferit. Crosstime Traffic este numele companiei care are monopol mondial asupra acestei tehnologii.
- Gunpowder Empire (2003)

În roman, Jeremy și Amanda Solter sunt doi adolescenți care trăiesc la sfârșitul secolului al XXI-lea. Părinții lor lucrează pentru Crosstime Traffic, o companie comercială care utilizează călătoria în timp pentru a merge înainte și înapoi în versiuni paralele ale Pământului pentru a comercializa resurse și pentru a ajuta la susținerea Pământului lor. Într-o vară, copiii împreună cu părinții lor, se duc la Polisso - în cronologia noastră un sat din România cu ruinele antice de la Porolissum în apropiere, iar într-o cronologie alternativă se află un oraș important al unui Imperiu Roman care nu s-a prăbușit niciodată.
- Curious Notions (2004)
- In High Places (2006)
- The Disunited States of America (2006)

Romanul se concentrează asupra unei lumi în care au existat frecvente războaie locale localizate între statele americane (de exemplu, Ohio versus Virginia, Massachusetts versus Rhode Island), dar nu a avut loc niciun mare război civil. 
- The Gladiator (2007)
- The Valley-Westside War (2008)

#### SeriaDays of Infamy
- Days of Infamy, 2004
- End of the Beginning, 2005

#### SeriaThe War That Came Early
- Hitler's War, 2009
- West and East, 2010
- The Big Switch, 2011
- Coup d'Etat, 2012
- Two Fronts, 2013
- Last Orders, 2014

#### SeriaSupervolcano
- Supervolcano: Eruption, 2011
- Supervolcano: All Fall Down, 2012
- Supervolcano: Things Fall Apart, 2013

#### SeriaThe Hot War
- Bombs Away, 2015
- Fallout, 2016

#### Cărți de sine stătătoare
- Agent of Byzantium. Colecție de povestiri amplasate într-un secol al XIV-lea, în care Islamul nu a existat niciodată, iar marile imperii antice au supraviețuit: Imperiul Roman de Est și Imperiul Sasanid.
- A Different Flesh, 1988
- Noninterference (1988)
- A World of Difference, 1990
- Kaleidoscope (1990). Colecție de povestiri
- The Guns of the South, 1992.  Roman SF. Un grup de membri sud-africani din secolul 21 ai Afrikaner Weerstandsbeweging (care au ca ideologie supremația albilor) furnizează armatei lui Robert E. Lee din Virginia AK-47 și alte bunuri (inclusiv comprimate de nitroglicerină pentru tratarea inimii lui Lee). Intervenția și tehnologiile lor conduc la o victorie a Confederației în război.
- Household Gods, 1999
- Ruled Britannia, 2002
- In the Presence of Mine Enemies, 2003
- The Man with the Iron Heart, 2008
- Joe Steele, 2015
- The House of Daniel (2016)
- Through Darkest Europe (2018)